# Capadocia
A Capadocia, egy mexikói tv-sorozat a HBO Latin America–Argos-tól. Főszereplői: Ana de la Reguera, Alejandro Camacho, Juan Manuel Bernal, Dolores Heredia és Marco Treviño. A sorozat 2008. március 2-án kezdődött el az HBO csatornán. Magyarországon 2011. március 17-én került adásba az HBO-csoporthoz tartozó Cinemax csatornán. A 3., befejező évad első epizódja 2012. szeptember 23-án került adásba.

## Történet
|  | Alább a cselekmény részletei következnek! |

Az HBO Latin America saját gyártású sorozata egy Mexikóvárosban lévő női börtön életébe nyújt bepillantást. Capadociában burjánzik az erőszak és a korrupció, a rácsok mögött nincs könyörület. A történet számos rab és börtönőr sorsát követi nyomon.
|  | Itt a vége a cselekmény részletezésének! |

## Szereposztás

### Főszereplők
| Színész(nő)           | Szerepnév                       | Megjegyzés                                       |
| --------------------- | ------------------------------- | ------------------------------------------------ |
| Ana de la Reguera     | Lorena Lucía Guerra Maciel      | Rab a börtönben, Patrick felesége                |
| Alejandro Camacho     | José Burian                     | Pszichológus a börtönben.                        |
| Juan Manuel Bernal    | Federico Márquez                |                                                  |
| Dolores Heredia       | Teresa Lagos                    | Börtönigazgató, Andrea és Ruth édesanyja         |
| Marco Treviño         | Santiago Marín                  | Mexikóváros kormányzója, Andrea és Ruth édesapja |
| Cristina Umaña        | Consuelo Ospino 'La Colombiana' | Rab a börtönben                                  |
| Enrique Singer        | Cristóbal Saenz                 |                                                  |
| Silvia Carusillo      | Isabel Clave                    | Biztonsági főnök a börtönben                     |
| Aida López            | Ana Moreno 'La Negra'           | Börtönőr                                         |
| Luisa Huertas         | Magos                           | Rab a börtönben                                  |
| Héctor Arredondo      | Patrick                         | Lorena férje                                     |
| Dolores Paradis       | Andrea Marin                    | Santiago és Teresa lánya                         |
| Camila Ibarra         | Ruth Marin                      | Santiago és Teresa lánya                         |
| Rodrigo de la Rosa    | Daniel                          |                                                  |
| Cecilia Suárez        | La Bambi                        | Rab a börtönben                                  |
| Gustavo Sánchez Parra | Víctor Hernández                |                                                  |
| Álvaro Guerrero       | Álvaro                          |                                                  |
| Marco Pérez           | Emiliano                        |                                                  |
| Eréndira Ibarra       | Sofía López                     | Rab a börtönben                                  |
| Óscar Olivares        | Antonia                         | Rab a börtönben, transzszexuális                 |
| Paulina Gaitán        | Andrea                          |                                                  |
| Sara Maldonado        | Monserrat 'Monse' Olmos         | Rab a börtönben                                  |
| Marina de Tavira      | Blanca                          |                                                  |
| Ximena Ayala          | Janette María                   |                                                  |
| Saúl Lisazo           | Javier                          |                                                  |
| Miguel Ángel Muñoz    | Héctor                          |                                                  |
| Gabriela de la Garza  | Italia                          |                                                  |
| Ernesto Gómez Cruz    | Don Fernando                    |                                                  |
| Marius Biegai         | Alós                            |                                                  |
| Patricio Castillo     | Don Ángel Lazcano               |                                                  |
| Ilse Salas            | Eugenia                         |                                                  |
| Lisa Owen             | Adriana                         |                                                  |
| Daniela Schmidt       | Minerva                         | Óvónő, rab a börtönben                           |
| Claudette Maillé      | Mónica                          |                                                  |
| Aurora Gil            | Yolanda                         | Rab a börtönben                                  |
| Eilenn Yañez          | Sandra                          |                                                  |
| Damián Alcázar        | Alberto                         |                                                  |

### Vendég- és mellékszereplők
| Színész(nő)                 | Szerepnév              | Megjegyzés                                        |
| --------------------------- | ---------------------- | ------------------------------------------------- |
| Adriana Paz                 | Ramona                 |                                                   |
| Alejandra Maldonado         |                        |                                                   |
| Alexandra de la Mora        | Vanessa                |                                                   |
| Alejandro Calva             | Gerardo                |                                                   |
| Alicia Zapien               |                        |                                                   |
| Ana Karina Guevara          |                        |                                                   |
| Andrés Palacios             |                        |                                                   |
| Ángeles Marin               | Rosario                |                                                   |
| Ari Brickman                |                        |                                                   |
| Arturo Barba                | Garcés                 |                                                   |
| Arturo Beristain            |                        |                                                   |
| Carlos Corona               | Ochoa                  |                                                   |
| Claudia Frias               | Dominga                |                                                   |
| Claudio Lafarga             | Miguel                 |                                                   |
| Gabriela Roel               | Zaide                  | Rab a börtönben                                   |
| Elizabeth Cervantes         | Gaby                   |                                                   |
| Erik Hayser                 | Andrés                 |                                                   |
| Erika Llave                 | Carola                 |                                                   |
| Fidel Garriga               |                        | Lorena édesapja                                   |
| Fredd Londoño               | Rutger                 |                                                   |
| Germán Valdez               | Bobby                  |                                                   |
| Guillermo Quintanilla       |                        |                                                   |
| Irela de Villers            |                        |                                                   |
| Irene Azuela                | Azucena                |                                                   |
| Isabella Camil              |                        |                                                   |
| Iván Cortéz                 | Omar                   |                                                   |
| Jimena Sánchez              | Maite Cedeño Garmendia | Lorena barátnője és szomszédja, Patrick szeretője |
| Joaquín Cosio               | Joaquín                | Magos férje                                       |
| Jorge Zárate                |                        |                                                   |
| Juan Ignacio Aranda         | Flavio                 |                                                   |
| Luciana Silveyra            | Marla                  |                                                   |
| Luis Cardenas               | Alejandro              |                                                   |
| Luis Gerardo Méndez         |                        |                                                   |
| Magaly Boyselle             | Paola                  |                                                   |
| Mar Saura                   |                        |                                                   |
| Margarita Rosa de Francisco | Mercedes Mejía         | Rab a börtönben                                   |
| Marimar Vega                | Gala                   |                                                   |
| Mario Zaragoza              | Benjamin               |                                                   |
| Moises Arizmendi            |                        |                                                   |
| Nailea Norvind              | Diane                  |                                                   |
| Octavio Castro              | Quique                 | Elsa fia                                          |
| Paloma Woolrich             | Elba                   |                                                   |
| Patricia Llaca              | Brenda                 |                                                   |
| Patricia Marrero            |                        | Lorena édesanyja                                  |
| René García                 |                        | Monse ügyvédje                                    |
| Roberto Sosa                |                        |                                                   |
| Rodrigo Abed                | Félipe                 |                                                   |
| Rodrigo Cuevas              |                        |                                                   |
| Roger Cudney                | James Medina           |                                                   |
| Rosario Zúñiga              | Regina                 | Rab a börtönben                                   |
| Rubén Zamora                | Aldo                   |                                                   |
| Salvador Zerboni            | Jordi                  |                                                   |
| Tony Dalton                 | Augusto Mateos         |                                                   |
| Toño Muñiz                  | Dr. Rubén              | Orvos                                             |
| Wendy de los Cobos          | Lina Herrán            |                                                   |
| Yolanda Abud                |                        |                                                   |

## Évadok
| Évadok száma | Bemutató                                  | Epizódok |
| ------------ | ----------------------------------------- | -------- |
| 1.           | 2008. március 2. - 2008. május 25.        | 1-13     |
| 2.           | 2010. szeptember 19. - 2010. december 12. | 14-26    |
| 3.           | 2012. szeptember 23. - 2012. december 16. | 27-39    |

## Epizódok

### 1. évad
1. Génesis
2.  Éxodo
3.  El sacrificio
4.  Mater Dolorosa
5.  El hijo pródigo
6.  El ángel caído
7.  Pecado capital
8.  Justos por pecadores
9.  El buen samaritano
10. María Magdalena
11. La elegida
12. Perdona nuestras ofensas
13. Paraíso perdido

### 2. évad
14. Lo que une Dios
15. Cordero de Dios
16. Aparta de mí este cáliz
17. El ojo de Dios'
18. Amad a vuestros enemigos
19. Bienaventurados los inocentes
20. Señor, ¿por qué me has abandonado?
21. Expiación
22  La mujer de Lot
23. La sal de la tierra
24. Y resucitó al tercer día
25. La tercera parte del mar se convirtió en sangre
26. Y llorarán su muerte todas las naciones

### 3. évad
27. Un gran lamento
28. El fruto de tú vientre
29. Aceite de la Unción
30. Los Escogidos
31. Destruye, (Loque te duele, mátalo)
32. Las Vertientes de la Salvación
33. El Justo
34. El Ángel del Abismo
35. Ovejas y Lobo
36. La Sombra de Tus Alas
37. La Paz y La Espada
38. Sangre de Inocentes
39. Apocalipsis

## Fordítás
- Ez a szócikk részben vagy egészben  a   Capadocia (TV series) című angol Wikipédia-szócikk fordításán alapul.  Az eredeti cikk szerkesztőit annak laptörténete sorolja fel. Ez a jelzés csupán a megfogalmazás eredetét és a szerzői jogokat jelzi, nem szolgál a cikkben szereplő információk forrásmegjelöléseként.